# 이즈쓰 가즈유키
이즈쓰 가즈유키(井筒 和幸, 1952년 12월 13일 ~ )은 일본의 영화 감독이다. 나라현에서 태어났다.

## 감독 작품
- 1996년 《소년 우연대》
- 1999년 《노래자랑》
- 2003년 《겟 업!》
- 2005년 《박치기!》
- 2007년 《박치기!: 러브 앤 피스》
- 2010년 《히어로 쇼》
- 2012년 《황금을 안고 튀어라》